# Ben Cardin

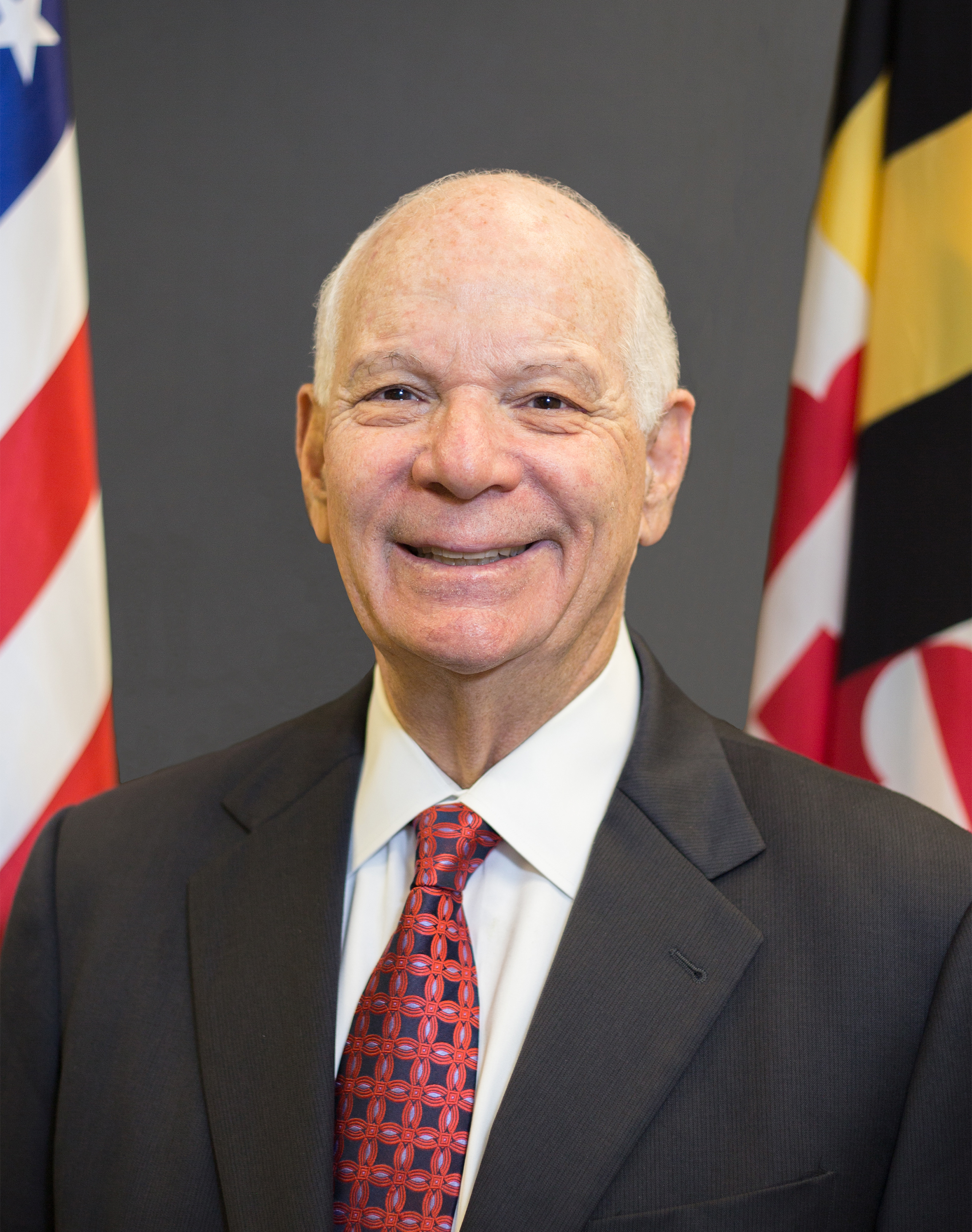
Ben Cardin (2015)

Benjamin Louis „Ben“ Cardin (* 5. Oktober 1943 in Baltimore, Maryland) ist ein US-amerikanischer Politiker der Demokratischen Partei. Er gehörte von 2007 bis 2025 dem US-Senat als Vertreter des Bundesstaates Maryland an.

## Familie, Ausbildung und Beruf
Ben Cardins Großvater Harris Kardonsky wanderte im Jahr 1905 mit seiner Frau Anna aus der Westukraine in die USA aus. Cardin studierte an der University of Pittsburgh und der University of Maryland in Baltimore. Danach war er als Rechtsanwalt tätig.
Cardin ist seit 1964 mit der Lehrerin Myrna Edelman verheiratet. Von seinen beiden Kindern beging Sohn Michael im Jahr 1998 Selbstmord.

## Politische Laufbahn
Von 1966 bis 1986 gehörte Cardin dem Abgeordnetenhaus von Maryland an, ab 1979 als dessen Vorsitzender (speaker). Cardin wurde als Demokrat in das US-Repräsentantenhaus gewählt und vertrat dort vom 3. Januar 1987 bis zum 3. Januar 2007 den dritten Kongresswahlbezirk des Staates Maryland. Er war dort Mitglied des Committee on Ways and Means.
Bei der Wahl 2006 gewann Cardin den durch den altersbedingten Rückzug von Paul Sarbanes freigewordenen Sitz im Senat der Vereinigten Staaten. Sein Gegner von der Republikanischen Partei war der Vizegouverneur Marylands, Michael Steele. Cardin gehörte mehreren Ausschüssen an. Im August 2015 war er Mitglied des Foreign Relations Committee, des Committee on Environment and Public Works, sowie des Small Business and Entrepreneurship Committee.
Bei der Senatswahl 2012 gelang Cardin mit 55 zu 27 Prozent der Stimmen gegen den Republikaner Daniel Bongino die erstmalige Wiederwahl. Bei der Wahl 2018 setzte er sich mit 64 zu 31 Prozent der Stimmen gegen den Republikaner Tony Campbell durch. Am 1. Mai 2023 teilte Cardin mit, dass er bei der Senatswahl 2024 nicht erneut antrete. Damit schied er zum 3. Januar 2025 aus dem Senat aus.
Seit 1993 ist Cardin Mitglied in der Commission on Security and Cooperation in Europe, CSCE (U.S. Helsinki Commission) und war während des 111. und 113. Kongresses deren Vorsitzender.

## Positionen
Cardin stimmte 2002 gegen die Invasion in den Irak und blieb anschließend ein entschiedener Gegner der Invasion und Besetzung des Irak durch die USA. Im Jahr 2006 setzte er sich für den zügigen Rückzug der US-Truppen aus dem Irak ein.
Im März 2014 setzte sich Cardin für eine massive Unterstützung der im Februar 2014 in der Ukraine an die Macht gekommenen Übergangsregierung Jazenjuk seitens der USA ein.
Das Amt des Antisemitismusbeauftragten der Organisation für Sicherheit und Zusammenarbeit in Europa (OSZE), der Parliamentary Assembly Special Representative on Anti-Semitism, Racism, and Intolerance (englisch Sonderbeauftragter der Parlamentarischen Versammlung gegen Antisemitismus, Rassismus und Intoleranz), nimmt seit 2015 Ben Cardin wahr. Auf dem US-Kongress stellte er eine parteiübergreifende Resolution vor, die den Antisemitismus verurteilt und die Staats- und Regierungschefs der Welt auffordert, sich dagegen auszusprechen. Er war der Hauptbefürworter einer Senatsresolution, die die Ziele der Prager Konferenz über das Vermögen der Holocaust-Ära unterstützte. Cardin hat im US-Kongress mehrere Anhörungen und Veranstaltungen zur Bekämpfung des Antisemitismus und anderer Formen der Intoleranz abgehalten.